# Evangelisch-lutherisches Pfarrhaus (Oberoestheim)

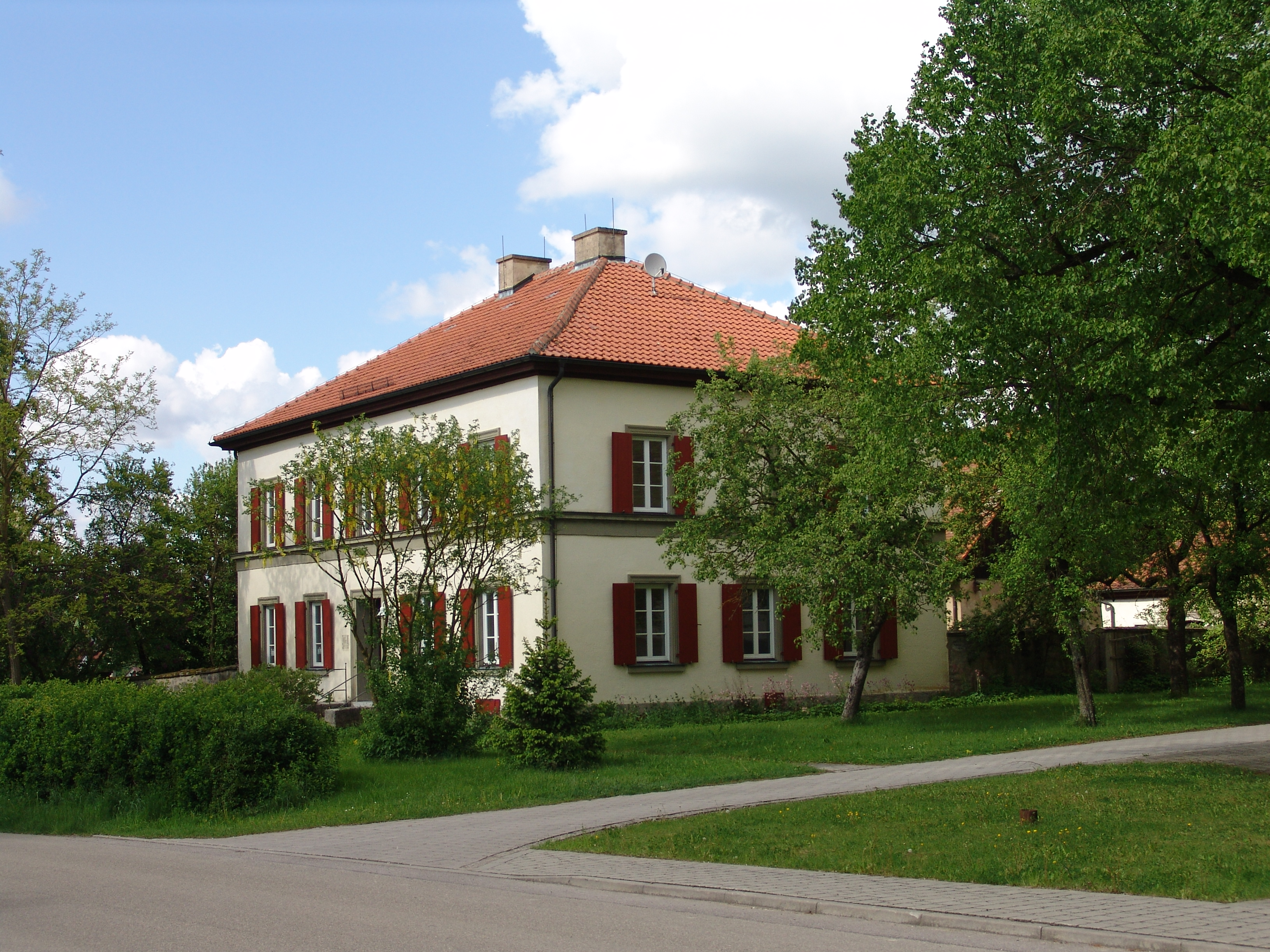
Pfarrhaus in Oberoestheim

Das Evangelisch-lutherische Pfarrhaus in Oberoestheim, einem Gemeindeteil von Diebach im mittelfränkischen Landkreis Ansbach in Bayern, wurde von 1835 bis 1838 errichtet. Das Pfarrhaus am Kirchplatz 8 ist ein geschütztes Baudenkmal.
Der zweigeschossige Walmdachbau mit profilierten Fenster- und Türrahmen sowie Gurtgesimsen in Haustein besitzt fünf zu drei Fensterachsen.